# The Temperance Movement (album)
 (novembre 2017).
Si vous disposez d'ouvrages ou d'articles de référence ou si vous connaissez des sites web de qualité traitant du thème abordé ici, merci de compléter l'article en donnant les références utiles à sa vérifiabilité et en les liant à la section « Notes et références ».
Cet article concerne le premier album du groupe The Temperance Movement. Pour le groupe The Temperance Movement, voir The Temperance Movement.
The Temperance Movement est le premier album studio du groupe de rock britannique The Temperance Movement, sorti le 16 septembre 2013.
Il est disponible en format CD, cassette et vinyle. En janvier 2016, il s'était écoulé à plus de 30 000 exemplaires[réf. nécessaire].

## Liste des chansons
Toutes les chansons ont été composées par Phil Campbell, Luke Potashnick et Paul Sayer, exceptées Midnight Black et Lovers and Fighters, écrites pas Phil Campbell.
| N°  | Titre               | Durée |
| --- | ------------------- | ----- |
| 1.  | Only Friend         | 4:29  |
| 2.  | Ain't No Telling    | 3:52  |
| 3.  | Pride               | 5:39  |
| 4.  | Be Lucky            | 3:23  |
| 5.  | Midnight Black      | 3:46  |
| 6.  | Chinese Lanterns    | 3:21  |
| 7.  | Know for Sure       | 4:12  |
| 8.  | Morning Riders      | 3:40  |
| 9.  | Lovers and Fighters | 4:39  |
| 10. | Take It Back        | 3:04  |
| 11. | Smouldering         | 5:47  |
| 12. | Serenity            | 5:39  |

## Membres

### The Temperance Movement
- Phil Campbell : chant
- Luke Potashnick : guitare
- Paul Sayer : guitare
- Nick Fyffe : basse
- Damon Wilson : batterie

### Production
- The Temperance Movement : production
- Sam Miller : production, enregistrement, mixage
- Christian Wright : mastering